# Соляни
Соляни (на хърватски: Soljani) е село в Източна Славония или Западен Срем в Хърватия. Население 1554 души (2001).

## География
Соляни е близо до границата с Босна и Херцеговина и със Сърбия.

## История
През 1329 името Соляни е записано за първи път (Sauly, Sali possesio).